# Crossroads of the World

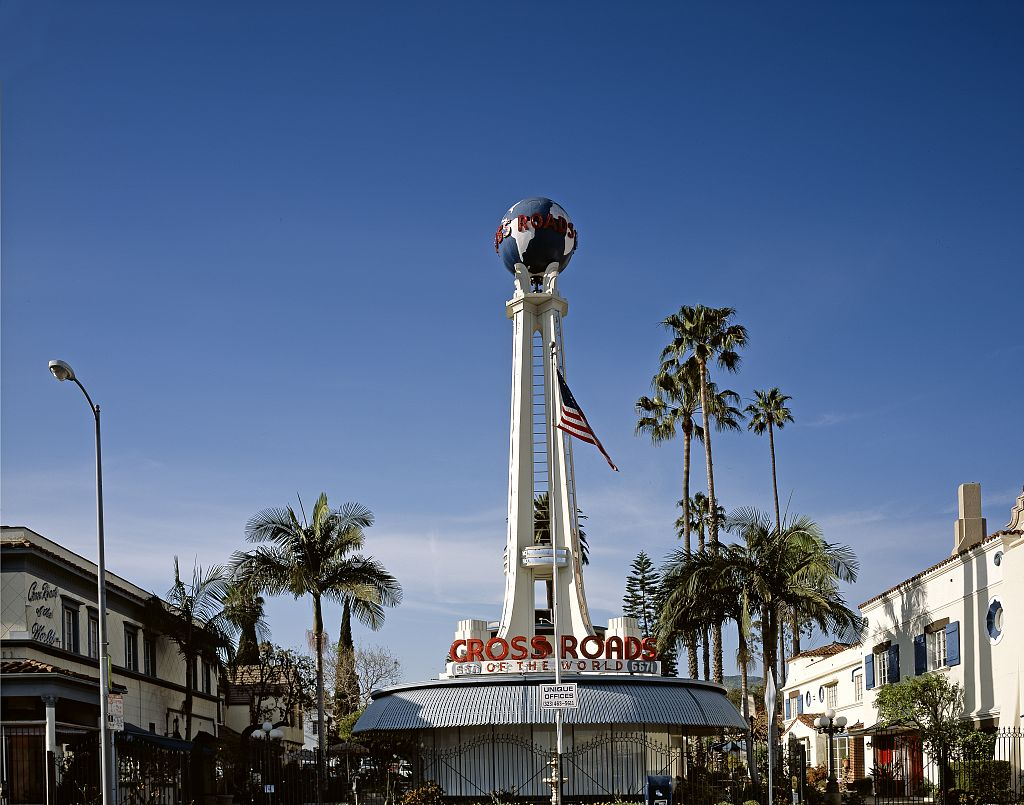
Crossroads of the World

Crossroads of the World è stato definito il primo centro commerciale all'aperto dell'America. Situato su Sunset Boulevard e Las Palmas a Los Angeles, il centro commerciale presenta un edificio centrale progettato per assomigliare a un transatlantico circondato da un piccolo villaggio di bungalow in stile cottage. È stato progettato da Robert V. Derrah e costruito nel 1936.
Un tempo occupato da un centro commerciale, Crossroads ora ospita uffici privati, principalmente per l'industria dell'intrattenimento. È stato utilizzato per girare location in molti film, tra cui L.A. Confidential, Le avventure di Ford Fairlane e Café Society, in programmi televisivi, tra cui Dragnet e Remington Steele, e in pubblicità di McDonald's, Ford e Mattel. Una riproduzione della torre iconica di Crossroads e del globo rotante può essere vista proprio all'ingresso degli Disney Studios di Hollywood al Walt Disney World in Florida.
Oggi, Crossroads è la sede creativa di una varietà di editori musicali e produttori, sceneggiatori di sceneggiature televisive e cinematografiche, compagnie di registrazione e film, romanzieri, costumisti, pubblicisti e agenzie di casting.